# Joseph Mondion
Joseph Mondion, originaire de la seigneurie de Vaudreuil, s'installe en 1786 au sault des Chats, à l'extrémité ouest du lac Deschênes, en Outaouais, au Québec. il est le premier occupant d'une terre dans la région du Pontiac. Né vers 1758, ses parents sont Mathurin-Mathieu Mondion et Marie-Amable Demers.  Il épouse le 9 février 1784 à Vaudreuil, Marie-Marguerite Charlebois, fille de Jacques-Amable Charlebois et de Marie-Josephte Daoust.  Il décède  au même endroit le 23 novembre 1810.
Joseph Mondion défriche une terre où il élève des vaches, des porcs et autres produits qu'il vend aux voyageurs circulant sur la rivière des Outaouais .
En 1800, il vend le lot qu'il a installé aux Chats à une société montréalaise formée de Thomas et John Forsyth et de John Richardson. La propriété est ensuite acquise par la compagnie du Nord-Ouest et par la compagnie de la Baie d'Hudson qui utilise le site comme poste de traite. Le poste est fermé en 1837 et le lieu est acheté par Joseph Julien qui y maintient une ferme et un magasin puisqu'à cette époque, la rivière demeure la voie de circulation vers l'ouest.
Situé tout près du Lac des Chats, le lieu a ainsi été nommé par Pierre de Troyes qui y passe en 1686, en route pour la baie d'Hudson, pour y déloger les Anglais. Le site maintenant nommé Pointe à l'indienne, est situé dans la baie Pontiac (auparavant nommée Grande Baie), à 3 km au sud-ouest de l'actuel village de Quyon.